# (1338) Duponta
(1338) Duponta est un astéroïde de la ceinture principale découvert le 4 décembre 1934 par l'astronome français Louis Boyer.

## Historique
L'astronome français Louis Boyer découvre l'astéroïde à l'observatoire d'Alger.

## Système binaire
En 2007, des observations photométriques révélèrent un satellite d'environ 3 km de diamètre (soit un ratio de 0,23) ayant une période orbitale de 17,57 heures. Du fait des tailles similaires entre les deux éléments de ce système, le Centre des planètes mineures le liste comme étant un compagnon binaire. Le satellite n'a pas encore de désignation officielle.

## Sources

## Compléments